# Detlef Michel
Detlef Michel (Alemania del Este, 13 de octubre de 1955) es un atleta alemán, especializado en la prueba de lanzamiento de jabalina en la que llegó a ser campeón del mundo en 1983.

## Carrera deportiva
En el Mundial de Helsinki 1983 ganó la medalla de oro en el lanzamiento de jabalina, con una marca de 89.48 metros, por delante del estadounidense Tom Petranoff y del soviético Dainis Kūla.